# Къща на улица „Янко Михайловски“ № 11 и 13
Къщата на улица „Янко Михайловски“ № 11 и 13 (на македонска литературна норма: Куќа на улица „Јанко Михајловски“ бр. 11 - 13) е къща в град Кичево, Северна Македония. С интересната си архитектура, в която има неокласически и неоренесансови елементи, сградата е обявена за значимо културно наследство на Северна Македония. Сградата е реставрирана в 2015 година.

## Архитектура
Къщата е разположена в южната част на градския център, на равен терен с челна фасада към улица „Янко Михайловски“ и североизточна ориентация. Представлява двойна къща, като частта на № 11 има Г-образна форма, докато тази на № 13 е неправилна, определена от разположението ѝ на ъгъла на две улици. В миналото къщите се използвали като отделни обекти, част от низ от три обекта. И двете къщи се състоят от подрум, приземие, етаж и подпокривен етаж.
Градежът е от тухли с масивни стени и дървена междуетажна конструкция. Покривът е с фалцовани керемиди.
Трите фасади на двете къщи – североизточната входна, северозападната странична и югозападната дворна формират единно цяло, като стил. Единствено югоизточната фасада няма никаква декорация – на нея до височината на приземието е залепена съседната къща, а остатъкът е измазан. Украсените фасади имат декоративно оформени пиластри, хоризонтални профилирани разделителни веници, обшивки с гипс на вратите и прозорците, профилирани покривни венци, декоративно обработени огради на балконите – оформени колонки (на № 13) и ограда от ковано желязо (№ 11), декоративни колонки при парапетите на прозорците, гипсови орнаменти на стените, както и комбинация на геометрични и растителни елементи на тимпаноните, гирлянди на стените. Декорацията е под влиянието на неоренесанса и неокласицизма.
Частта на № 13 има централно разположен хол, разделен на две с двукрила двойна врата – първата част е антре, а втората служи за вертикална и хоризонтална комуникация, тук са стълбите за етажа, изходът към двора и вратите към помещенията вляво и вдясно. На етажа също има централен хол, разделен на две – частта над антрето е всекидневна и има изход към балкона на централната фасада, а задната част също служи за комуникация. Коридор свързва помещенията вдясно и води до балкона на северозападната фасада. Частта на № 11 има независимо приземие. На етажа има тесен коридор, който завива под правъ ъгъл. В първата му част са елипсовидните стълби за вертикална комуникация, а втората му част служи са хоризонтална комуникация с помещенията.